# Olga Vasiukova
Olga Vasiukova –en ruso, Ольга Васюкова– (8 de mayo de 1980) es una deportista rusa que compitió en natación sincronizada.
Participó en los Juegos Olímpicos de Sídney 2000, obteniendo una medalla de oro en la prueba de equipo. Ganó dos medallas de oro en el Campeonato Europeo de Natación, en los años 1999 y 2000.

## Palmarés internacional
| Juegos Olímpicos   | Juegos Olímpicos     | Juegos Olímpicos | Juegos Olímpicos |
| Año                | Lugar                | Medalla          | Prueba           |
| ------------------ | -------------------- | ---------------- | ---------------- |
| 2000               | Sídney (Australia)   | Medalla de oro   | Equipo           |
| Campeonato Europeo |                      |                  |                  |
| Año                | Lugar                | Medalla          | Prueba           |
| 1999               | Estambul (Turquía)   | Medalla de oro   | Equipo           |
| 2000               | Helsinki (Finlandia) | Medalla de oro   | Equipo           |